# 9516 Inasan
A 9516 Inasan (ideiglenes jelöléssel 1976 YL3) a Naprendszer kisbolygóövében található aszteroida. Ljudmila Ivanovna Csernih fedezte fel 1976. december 16-án.